# Superstock 1000 FIM Cup 2013
Superstock 1000 FIM Cup 2013 è la quindicesima edizione della Superstock 1000 FIM Cup.
Il campionato piloti è stato vinto, con una gara d'anticipo, dal francese Sylvain Barrier su BMW S1000RR del team BMW Motorrad Goldbet. Barrier ha sopravanzato di 24 punti l'italiano Niccolò Canepa su Ducati 1199 Panigale del team Barni Racing e di 25 punti il francese Jérémy Guarnoni su Kawasaki ZX-10R del team MRS Kawasaki. Per la casa tedesca si tratta del terzo campionato piloti vinto dopo quelli del 2010 e 2012
Il titolo costruttori è stato vinto dalla BMW che, con cinque vittorie, sopravanza di soli due punti la giapponese Kawasaki, campione uscente. Per il costruttore tedesco si tratta del secondo titolo costruttori dopo quello vinto nel 2010.

## Piloti partecipanti
fonte
Tutte le motociclette in competizione sono equipaggiate con pneumatici forniti dalla Pirelli.
| Nº  | Pilota                 | Squadra                        | Motocicletta           |
| --- | ---------------------- | ------------------------------ | ---------------------- |
| 1   | Sylvain Barrier        | BMW Motorrad GoldBet           | BMW S1000 RR HP4       |
| 3   | Sébastien Suchet       | Team BSR                       | Honda CBR1000RR        |
| 4   | Filip Backlund         | Goeleven                       | Kawasaki ZX-10R        |
| 5   | Marco Bussolotti       | Rider Promotion by T.Trasimeno | BMW S1000 RR           |
| 7   | Kevin Calia            | Barni Racing                   | Ducati 1199 Panigale R |
| 8   | Jaroslav Černý         | SK Energy - Fany Gastro        | Kawasaki ZX-10R        |
| 9   | Ondřej Ježek           | SK Energy - Fany Gastro        | Ducati 1199 Panigale R |
| 10  | Karel Pešek            | BMW Motorrad Czech Republic    | BMW S1000 RR           |
| 10  | Karel Pešek            | SK Energy - Fany Gastro        | Ducati 1098R           |
| 11  | Jérémy Guarnoni        | MRS Kawasaki                   | Kawasaki ZX-10R        |
| 12  | Jonathan Crea          | Team OGP                       | Kawasaki ZX-10R        |
| 14  | Andrea Boscoscuro      | T.R. Corse                     | Kawasaki ZX-10R        |
| 15  | Simone Grotzkyj Giorgi | Pedercini Racing               | Kawasaki ZX-10R        |
| 16  | Remo Castellarin       | AS Cast.16 Corse T.Velocisti   | BMW S1000 RR           |
| 19  | Mitchell Pirotta       | Goeleven                       | Kawasaki ZX-10R        |
| 21  | Alessandro Andreozzi   | Pedercini Team                 | Kawasaki ZX-10R        |
| 23  | Christophe Ponsson     | MRS Kawasaki                   | Kawasaki ZX-10R        |
| 24  | Stéphane Egea          | Delcamp Energie                | Kawasaki ZX-10R        |
| 28  | Marc Moser             | Triple M by Ducati Frankfurt   | Ducati 1199 Panigale R |
| 32  | Lorenzo Savadori       | Team Pedercini                 | Kawasaki ZX-10R        |
| 34  | Greg Gildenhuys        | BMW Motorrad GoldBet           | BMW S1000 RR HP4       |
| 36  | Leandro Mercado        | Team Pedercini                 | Kawasaki ZX-10R        |
| 39  | Randy Pagaud           | Team OGP                       | Kawasaki ZX-10R        |
| 40  | Alen Győrfi            | H-Moto Team                    | BMW S1000 RR           |
| 41  | Ferruccio Lamborghini  | EAB Ten Kate Junior            | Honda CBR1000RR        |
| 43  | Fabio Massei           | Goeleven                       | Kawasaki ZX-10R        |
| 43  | Fabio Massei           | EAB Ten Kate Junior            | Honda CBR1000RR        |
| 44  | Danny de Boer          | EAB Ten Kate Junior            | Honda CBR1000RR        |
| 45  | Federico Dittadi       | Pedercini Team                 | Kawasaki ZX-10R        |
| 47  | Eddi La Marra          | Barni Racing                   | Ducati 1199 Panigale R |
| 51  | Santiago Barragán      | Goeleven                       | Kawasaki ZX-10R        |
| 55  | Tomáš Svitok           | SK Energy - Fany Gastro        | Kawasaki ZX-10R        |
| 55  | Tomáš Svitok           | SK Energy - Fany Gastro        | Ducati 1098R           |
| 59  | Niccolò Canepa         | Barni Racing                   | Ducati 1199 Panigale R |
| 69  | David McFadden         | EAB Ten Kate Junior            | Honda CBR1000RR        |
| 69  | David McFadden         | BWG Racing Kawasaki            | Kawasaki ZX-10R        |
| 69  | David McFadden         | Garnier Racing                 | BMW S1000 RR           |
| 69  | David McFadden         | BWG Racing Kawasaki            | Kawasaki ZX-10R        |
| 71  | Christoffer Bergman    | BWG Racing Kawasaki            | Kawasaki ZX-10R        |
| 74  | Marc Buchner           | HPC Power Suzuki Racing        | Suzuki GSX-R 1000 K9   |
| 75  | Ivo Miguel Lopes       | HM Racing                      | Suzuki GSX-R 1000 K9   |
| 77  | Nigel Walraven         | Amici Hoegee Suzuki            | Suzuki GSX-R 1000 K9   |
| 88  | Massimo Parziani       | P.M.L. Racing                  | Aprilia RSV4 Factory   |
| 88  | Massimo Parziani       | P.M.L. Racing                  | BMW S1000 RR HP4       |
| 89  | Axel Maurin            | MRS Kawasaki                   | Kawasaki ZX-10R        |
| 90  | Lukas Ockelfelt        | EdgeZone Racing                | Suzuki GSX-R 1000 K9   |
| 91  | Eeki Kuparinen         | Motomarket Racing              | BMW S1000 RR           |
| 93  | Alberto Butti          | Goeleven                       | Kawasaki ZX-10R        |
| 94  | Matthieu Lussiana      | Team Aspi                      | Kawasaki ZX-10R        |
| 95  | Robert Mureșan         | H-Moto Team                    | BMW S1000 RR           |
| 96  | Enrique Ferrer         | Targobank CNS Motorsport       | BMW S1000 RR           |
| 98  | Romain Lanusse         | MRS Kawasaki                   | Kawasaki ZX-10R        |
| 111 | Pere Tutusaus          | Goeleven                       | Kawasaki ZX-10R        |
| 119 | Michele Magnoni        | G.M. Racing                    | BMW S1000 RR           |
| 121 | Markus Reiterberger    | BMW Motorrad GoldBet           | BMW S1000 RR HP4       |
| 777 | Marc Neumann           | Neumann Racing                 | BMW S1000 RR           |

| Legenda            |
| ------------------ |
| Pilota wildcard    |
| Pilota sostitutivo |

## Calendario
| Nº | Data         | Gran Premio | Circuito    | Pole Position   | Vincitore gara   | Leader del campionato |
| -- | ------------ | ----------- | ----------- | --------------- | ---------------- | --------------------- |
| 1  | 14 aprile    | Spagna      | Aragon      | Sylvain Barrier | Sylvain Barrier  | Sylvain Barrier       |
| 2  | 28 aprile    | Paesi Bassi | Assen       | Eddi La Marra   | Eddi La Marra    | Sylvain Barrier       |
| 3  | 12 maggio    | Italia      | Monza       | Sylvain Barrier | Lorenzo Savadori | Niccolò Canepa        |
| 4  | 9 giugno     | Portogallo  | Portimão    | Sylvain Barrier | Sylvain Barrier  | Sylvain Barrier       |
| 5  | 30 giugno    | Italia      | Imola       | Sylvain Barrier | Sylvain Barrier  | Sylvain Barrier       |
| 6  | 4 agosto     | Regno Unito | Silverstone | Sylvain Barrier | Sylvain Barrier  | Sylvain Barrier       |
| 6  | 4 agosto     | Regno Unito | Silverstone | Sylvain Barrier | Sylvain Barrier  | Sylvain Barrier       |
| 7  | 1º settembre | Germania    | Nürburgring | Sylvain Barrier | Leandro Mercado  | Sylvain Barrier       |
| 8  | 6 ottobre    | Francia     | Magny-Cours | Jérémy Guarnoni | Jérémy Guarnoni  | Sylvain Barrier       |
| 9  | 20 ottobre   | Spagna      | Jerez       | Jérémy Guarnoni | Jérémy Guarnoni  | Sylvain Barrier       |

## Classifiche

### Classifica Piloti[30]
| Posizione | Pilota               | Motocicletta          | Spagna (bandiera) | Paesi Bassi (bandiera) | Italia (bandiera) | Portogallo (bandiera) | Italia (bandiera) | Regno Unito (bandiera) | Regno Unito (bandiera) | Germania (bandiera) | Francia (bandiera) | Spagna (bandiera) | Punti |
| --------- | -------------------- | --------------------- | ----------------- | ---------------------- | ----------------- | --------------------- | ----------------- | ---------------------- | ---------------------- | ------------------- | ------------------ | ----------------- | ----- |
| 1         | Sylvain Barrier      | BMW                   | 1                 | 2                      | NP                | 1                     | 1                 | 1                      | 1                      | 2                   | 4                  |                   | 178   |
| 2         | Niccolò Canepa       | Ducati                | 2                 | 3                      | 3                 | 5                     | 2                 | 4                      | 4                      | 3                   | 2                  | 7                 | 154   |
| 3         | Jérémy Guarnoni      | Kawasaki              | 4                 | 5                      | 2                 | 3                     | 6                 | 2                      | Rit                    | 4                   | 1                  | 1                 | 153   |
| 4         | Leandro Mercado      | Kawasaki              | 3                 | 4                      | 9                 | 4                     | 5                 | 6                      | 2                      | 1                   | 5                  | 2                 | 146   |
| 5         | Lorenzo Savadori     | Kawasaki              | Rit               | 8                      | 1                 | Rit                   | 4                 | 5                      | 3                      | 7                   | 3                  | 24                | 98    |
| 6         | Ondřej Ježek         | Ducati                | 7                 | 7                      | 10                | 11                    | 3                 | 9                      | 7                      | 6                   | 6                  | 9                 | 88    |
| 7         | Eddi La Marra        | Ducati                | 5                 | 1                      | 4                 | 2                     | Rit               | 3                      | Rit                    |                     |                    |                   | 85    |
| 8         | Romain Lanusse       | Kawasaki              | 6                 | 6                      | 7                 | Rit                   | 13                | Rit                    | 8                      | 5                   | 7                  | 3                 | 76    |
| 9         | Alessandro Andreozzi | Kawasaki              | 12                | 14                     | Rit               | 7                     | 8                 | 7                      | 5                      | 12                  | 12                 | 4                 | 64    |
| 10        | Marco Bussolotti     | BMW                   | 8                 | 10                     | 11                | 9                     | 9                 | 11                     | 11                     | 9                   | 11                 | 10                | 61    |
| 11        | Matthieu Lussiana    | Kawasaki              |                   | 11                     | 6                 | 6                     | SQ                | 8                      | 6                      | Rit                 | 8                  | 8                 | 59    |
| 12        | Fabio Massei         | Kawasaki e Honda      |                   |                        |                   | 10                    | 7                 | 12                     | 14                     | 8                   | 9                  | 11                | 41    |
| 13        | Christoffer Bergman  | Kawasaki              | Rit               | 9                      | 8                 | Rit                   | Rit               | 13                     | 9                      | 10                  | NP                 |                   | 31    |
| 14        | Greg Gildenhuys      | BMW                   | 10                | Rit                    | NP                | 12                    | 10                | 14                     | 12                     | 11                  | Rit                | 12                | 31    |
| 15        | Christophe Ponsson   | Kawasaki              | 14                | 16                     | 15                | 13                    | 11                | 15                     | 10                     | Rit                 | 15                 | 13                | 22    |
| 16        | David McFadden       | Honda, Kawasaki e BMW | 11                | 18                     | Rit               | 8                     | Rit               |                        |                        |                     |                    | 23                | 13    |
| 17        | Markus Reiterberger  | BMW                   |                   |                        |                   |                       |                   |                        |                        |                     |                    | 5                 | 11    |
| 18        | Michele Magnoni      | BMW                   |                   |                        | 5                 |                       |                   |                        |                        |                     |                    |                   | 11    |
| 19        | Kevin Calia          | Ducati                |                   |                        |                   |                       |                   |                        |                        |                     | 16                 | 6                 | 10    |
| 20        | Simone Grotzkyj      | Kawasaki              | 18                | 20                     | 16                | 17                    | 12                | 17                     | 16                     | 13                  | 23                 | 14                | 9     |
| 21        | Randy Pagaud         | Kawasaki              | 22                | 17                     | 13                | 21                    | 14                | 19                     | 15                     | 15                  | 14                 | 16                | 9     |
| 22        | Enrique Ferrer       | BMW                   | 9                 |                        |                   |                       |                   |                        |                        |                     |                    |                   | 7     |
| 23        | Stéphane Egea        | Kawasaki              |                   |                        |                   |                       |                   |                        |                        |                     | 10                 |                   | 6     |
| 24        | Filip Backlund       | Kawasaki              |                   |                        |                   |                       |                   | 10                     | Rit                    |                     |                    |                   | 6     |
| 25        | Marc Moser           | Ducati                | Rit               | 13                     | 23                | 18                    | 17                | 20                     | 17                     | 14                  | 20                 | 19                | 5     |
| 26        | Federico Dittadi     | Kawasaki              | 13                | 21                     | 14                | 20                    |                   | 23                     | NP                     |                     |                    |                   | 5     |
| 27        | Alen Győrfi          | BMW                   | 16                | 19                     | 12                | Rit                   |                   |                        |                        |                     | 21                 |                   | 4     |
| 28        | Nigel Walraven       | Suzuki                |                   | 12                     |                   |                       |                   |                        |                        |                     |                    |                   | 4     |
| 29        | Eeki Kuparinen       | BMW                   |                   | 22                     | 20                |                       |                   | 16                     | 13                     | 18                  | 18                 | 15                | 4     |
| 30        | Axel Maurin          | Kawasaki              |                   |                        |                   |                       |                   |                        |                        |                     | 13                 |                   | 3     |
| 31        | Danny de Boer        | Honda                 |                   |                        |                   | 14                    |                   |                        |                        |                     |                    |                   | 2     |
| 32        | Sébastien Suchet     | Honda                 | 20                | 15                     | Rit               | 15                    | 16                | 18                     | 18                     | 16                  | NP                 | 18                | 2     |
| 33        | Massimo Parziani     | Aprilia e BMW         | Rit               | Rit                    | 22                |                       | 15                |                        |                        |                     |                    |                   | 1     |
| 34        | Lukas Ockelfelt      | Suzuki                | 15                | Rit                    | 19                | Rit                   | NP                |                        |                        | Rit                 | 17                 | 20                | 1     |
| Posizione | Pilota               | Motocicletta          | Spagna (bandiera) | Paesi Bassi (bandiera) | Italia (bandiera) | Portogallo (bandiera) | Italia (bandiera) | Regno Unito (bandiera) | Regno Unito (bandiera) | Germania (bandiera) | Francia (bandiera) | Spagna (bandiera) | Punti |

| Legenda | 1º posto        | 2º posto            | 3º posto            | A punti      | Senza punti        | Grassetto=Pole position Corsivo=Giro più veloce |
| Legenda | Gara non valida | Non qual./Non part. | Ritirato/Non class. | Squalificato | "-" Dato non disp. | Grassetto=Pole position Corsivo=Giro più veloce |

### Sistema di punteggio
| Pos.  | 1  | 2  | 3  | 4  | 5  | 6  | 7 | 8 | 9 | 10 | 11 | 12 | 13 | 14 | 15 | 16> |
| Punti | 25 | 20 | 16 | 13 | 11 | 10 | 9 | 8 | 7 | 6  | 5  | 4  | 3  | 2  | 1  | 0   |

### Costruttori[2]
| Posizione | Costruttore | Spagna (bandiera) | Paesi Bassi (bandiera) | Italia (bandiera) | Portogallo (bandiera) | Italia (bandiera) | Regno Unito (bandiera) | Regno Unito (bandiera) | Germania (bandiera) | Francia (bandiera) | Spagna (bandiera) | Punti |
| --------- | ----------- | ----------------- | ---------------------- | ----------------- | --------------------- | ----------------- | ---------------------- | ---------------------- | ------------------- | ------------------ | ----------------- | ----- |
| 1         | BMW         | 1                 | 2                      | 5                 | 1                     | 1                 | 1                      | 1                      | 2                   | 4                  | 5                 | 200   |
| 2         | Kawasaki    | 3                 | 4                      | 1                 | 3                     | 4                 | 2                      | 2                      | 1                   | 1                  | 1                 | 198   |
| 3         | Ducati      | 2                 | 1                      | 3                 | 2                     | 2                 | 3                      | 4                      | 3                   | 2                  | 6                 | 176   |
| 4         | Honda       | 11                | 15                     | Rit               | 14                    | 7                 | 12                     | 14                     | 8                   | 9                  | 11                | 43    |
| 5         | Suzuki      | 15                | 12                     | 19                | 22                    | NP                |                        |                        | 23                  | 17                 | 20                | 5     |
| NC        | Aprilia     | Rit               | Rit                    | 22                |                       |                   |                        |                        |                     |                    |                   | 0     |